# 1131 en santé et médecine
| Années de la santé et de la médecine : 1128 - 1129 - 1130 - 1131 - 1132 - 1133 - 1134    |
| Décennies de la santé et de la médecine : 1100 - 1110 - 1120 - 1130 - 1140 - 1150 - 1160 |

Cet article présente les faits marquants de l'année 1131 en santé et médecine.

## Événement
- Après le concile de Clermont réuni l'année 1130 précédente et qui a interdit aux moines de quitter leur couvent pour étudier la médecine, celui de Reims leur interdit même d'en sortir pour la pratiquer, avant que  le concile de Tours, en 1163, ne refuse l'exercice de la chirurgie à l'ensemble des clercs[1].

## Fondations
- Fondation par Gaston IV, vicomte de Béarn, d'un hôpital de pèlerins confié aux augustins à Mifaget, sur la route de Compostelle[2].
- En Normandie, une léproserie, plus tard dite du Mont-aux-Malades, « émerge des textes […] comme mention collective des « lépreux de Rouen ». Une identité et un lieu sont fixés par des aumônes du roi [d'Angleterre] Henri Ier[3]. »
- Fondation à Sassari en Sardaigne,  d'un « hôpital pour les pauvres lépreux, donné par Gonario II à l'église de Pise[4] ».
- Première mention, dans une charte de donation, de la léproserie Saint-Lazare de Beauvais[5].
- 1131-1132 : première mention  de l'hôpital d'Ubaldo, dépendant de l'abbaye di Passignano, en Toscane[6].

## Personnalité
- Fl. Baudouin, médecin de Thérouanne en Flandre ; il assiste à un acte de Barthélemy de Jur, évêque de Laon[7].

## Décès
- 16 novembre : Dobrodeia de Kiev (née à une date inconnue), princesse russe mariée au co-empereur byzantin Alexis Comnène, neveu d'Alexis Ier, femme médecin, autrice d'un traité des baumes,  l'Alimma, et de traductions de Galien[8].
- Abu'l-Ala Zuhr (né vers 1060), médecin andalou, père d'Avenzoar (c. 1090-1162[9]).